# NXT TakeOver: Rival
NXT TakeOver: Rival est est un Premium Live Event de catch (lutte professionnelle) produit par la World Wrestling Entertainment, une fédération de catch américaine qui est diffusée et visible en streaming payant sur le WWE Network. Cet événement met en avant les Superstars de NXT, le club-école de la compagnie. Il a eu lieu le 11 février 2015 au Full Sail University à Winter Park (Floride). Il s'agit de la cinquième édition de  NXT TakeOver.

## Contexte
Les spectacles de la World Wrestling Entertainment (WWE) sont constitués de matchs aux résultats prédéterminés par les scénaristes de la WWE. Ces rencontres sont justifiées par des storylines – une rivalité avec un catcheur, la plupart du temps – ou par des qualifications survenues dans les shows de la WWE telles que Raw, SmackDown et NXT. Tous les catcheurs possèdent une gimmick, c'est-à-dire qu'ils incarnent un personnage gentil (Face) ou méchant (Heel), qui évolue au fil des rencontres. Un événement comme Rival est donc un événement tournant pour les différentes storylines en cours,.

## Tableau des matchs
| Ordre par numéros                                                                         | Résultat                                                                | Stipulation(s)                                                                         | Temps |
| ----------------------------------------------------------------------------------------- | ----------------------------------------------------------------------- | -------------------------------------------------------------------------------------- | ----- |
| 1                                                                                         | Hideo Itami bat Tyler Breeze                                            | Match simple                                                                           | 8:13  |
| 2                                                                                         | Baron Corbin bat Bull Dempsey                                           | No Disqualification match                                                              | 4:15  |
| 3                                                                                         | Blake (c) et Murphy (c) battent The Lucha Dragons (Kalisto et Sin Cara) | Tag Team match pour les NXT Tag Team Championship                                      | 8:10  |
| 4                                                                                         | The Demon Finn Bálor bat Adrian Neville                                 | Match simple - Finale du tournoi Le gagnant deviendra aspirant n°1 au NXT Championship | 13:25 |
| 5                                                                                         | Sasha Banks bat Charlotte (c), Bayley et Becky Lynch                    | Fatal 4-Way match pour le NXT Women's Championship                                     | 12:28 |
| 6                                                                                         | Kevin Owens bat Sami Zayn (c) via décision de l'arbitre                 | Match simple pour le NXT Championship                                                  | 23:27 |
| La lettre C placée entre parenthèses désigne la personne ou l’équipe championne en titre. |                                                                         |                                                                                        |       |